# کایینکه
کایینکه (به لاتین: Kaineke) یک منطقهٔ مسکونی در سری‌لانکا است که در استان مرکزی (سری‌لانکا) واقع شده‌است.